# Nabis lusciosus
Nabis lusciosus är en insektsart som beskrevs av White 1877. Nabis lusciosus ingår i släktet Nabis och familjen fältrovskinnbaggar. Inga underarter finns listade i Catalogue of Life.